# Aillac
Aillac ist eine frühere französische Gemeinde mit zuletzt 127 Einwohnern (Stand 1954) im Département Dordogne in der Region Nouvelle-Aquitaine (vor 2016: Aquitanien). 
Aillac wurde im Februar 1961 in die Gemeinde Carsac-de-Carlux eingegliedert, die fortan den Namen Carsac-Aillac trägt, und ist seitdem einer ihrer Ortsteile.
Der Name in der okzitanischen Sprache lautet Alhac und geht auf eine Person namens „Allius“ in gallorömischer Zeit zurück.

## Geographie
Aillac liegt circa acht Kilometer südöstlich von Sarlat-la-Canéda in der Region Périgord noir der historischen Provinz Périgord am südöstlichen Rand des Départements.

## Toponymie
Toponyme und Erwähnungen von Aillac waren:
- Castrum de Allac (1214, nach Baluze),
- Alhac (1251, Testament von Raymond de Turenne),
- Alliacum (1283),
- Alhacum (1364, Schriftensammlung des Abbé de Lespine),
- Aillac (1750 1793 und 1801, Karte von Cassini, Notice Communale bzw. Bulletin des Lois).[3][4][5]

## Einwohnerentwicklung
Nach Beginn der Aufzeichnungen stieg die Einwohnerzahl bis zur Mitte des 19. Jahrhunderts auf einen ersten Höchststand von 380. In der Folgezeit sank die Einwohnerzahl, erreichte aber in der zweiten Hälfte des gleichen Jahrhunderts kurzzeitig einen absoluten Höchststand von rund 415 Einwohnern. In der Folgezeit sank die Größe der Gemeinde bei kurzen Erholungsphasen bis zur Eingemeindung auf 127 Einwohner.

## KircheNotre-Dame de l’Assomption
Die heutige, Mariä Aufnahme in den Himmel gewidmete Kirche wurde im 15. Jahrhundert errichtet, wahrscheinlich als Ersatz für einen früheren Bau, wie ein Weihwasserbecken aus dem 12. Jahrhundert vermuten lässt. Ihr Langhaus hat eine Länge von drei Jochen, wobei es sich beim letzten zu zwei Seitenkapellen öffnet. Die Apsis ist polygonal abgeschlossen. Abhänglinge sind mit pflanzlichen Motiven oder menschlichen Figuren verziert. Der ursprüngliche Eingang befand sich im Westen. Das heute verschlossene Eingangsportal befindet sich unter einem Spitzbogen, dessen einfache Stabverzierung bis zum Boden reicht. Die westliche Fassade wird nach oben mit einem dreieckigen Glockengiebel abgeschlossen, der durch vier Wandöffnungen unterbrochen ist, wobei die beiden unteren die beiden Glocken bergen. Die Kirche ist seit dem 21. Oktober 1970 als Monument historique eingeschrieben.

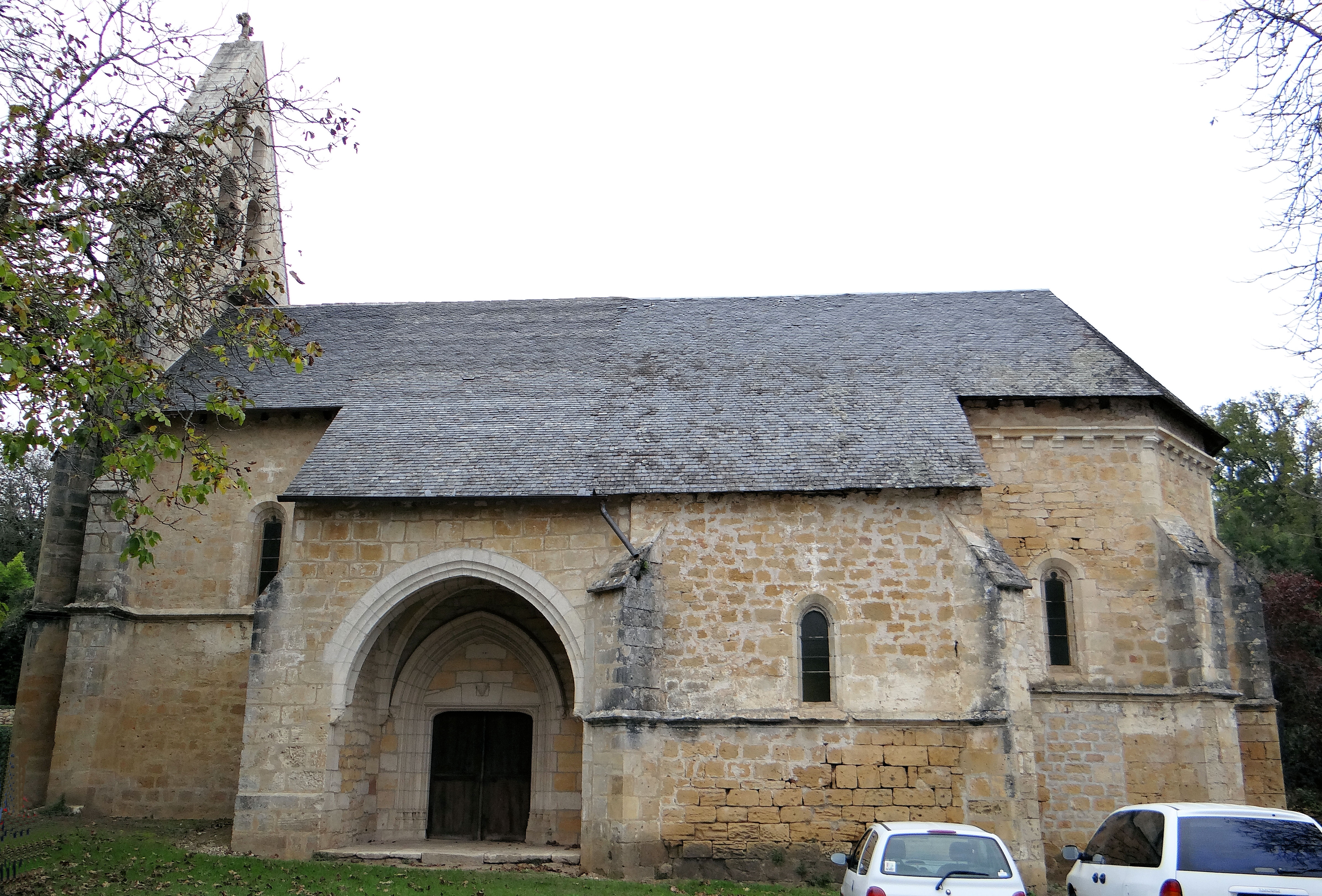
Südseite
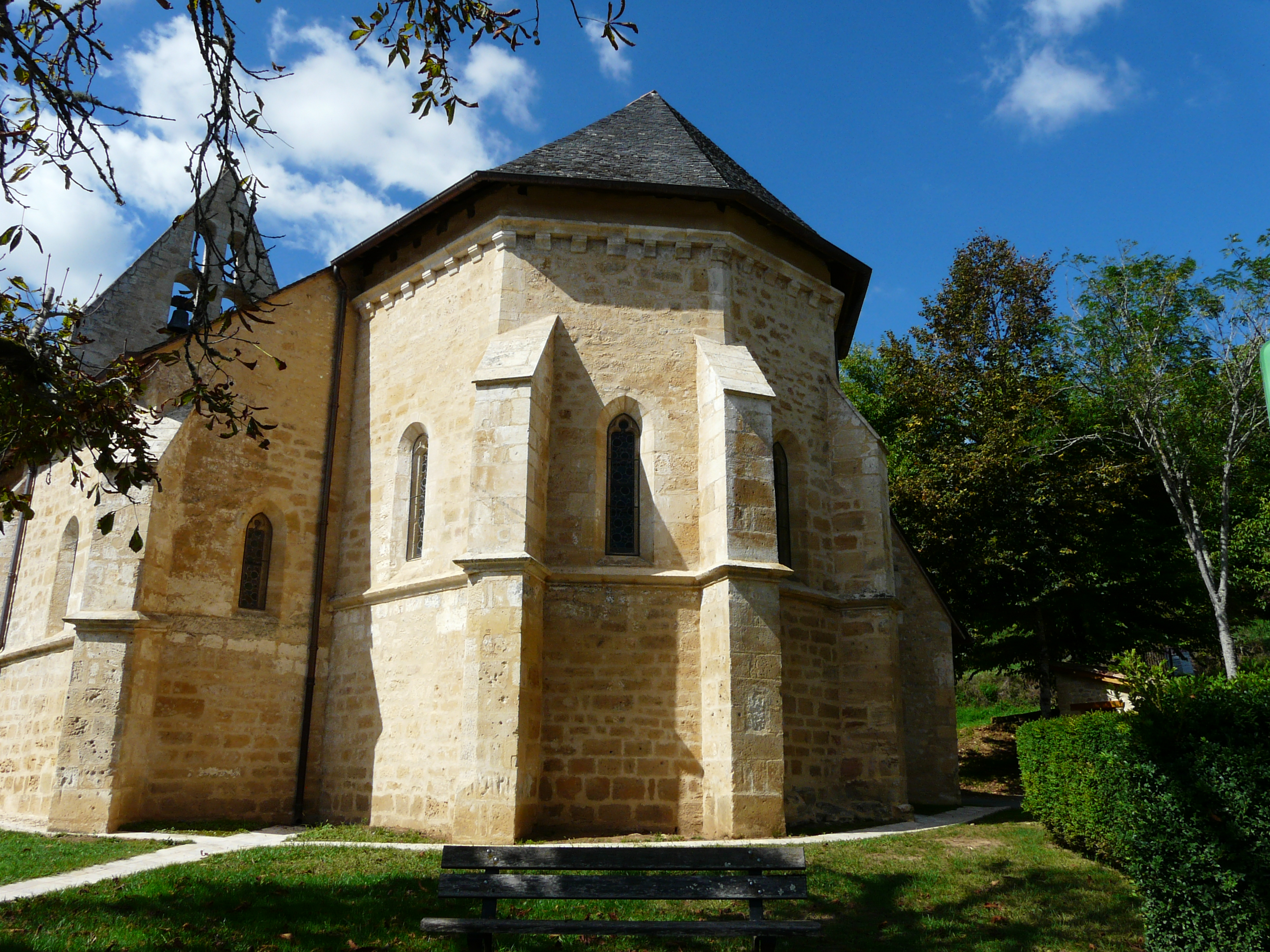
Apsis
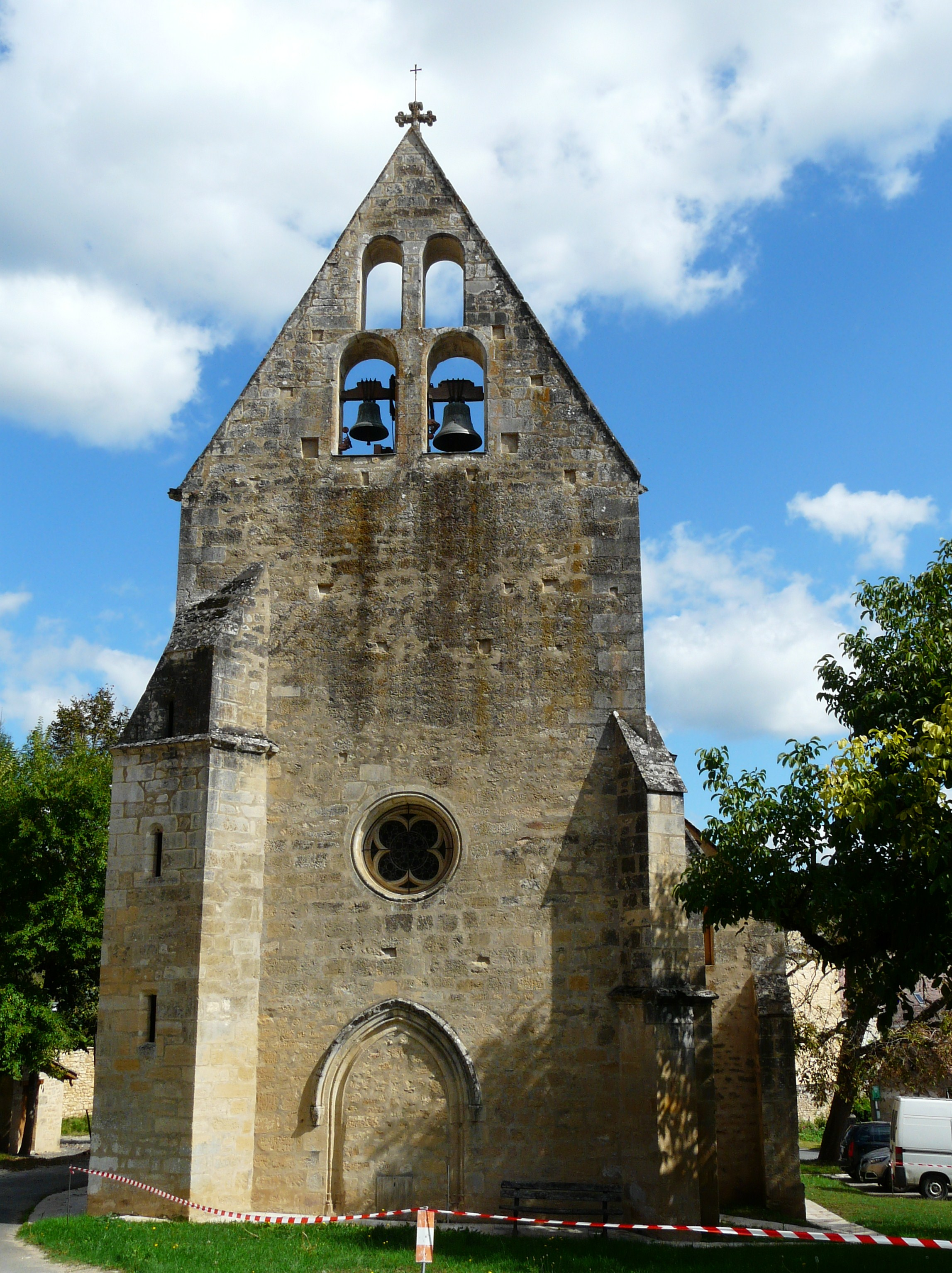
Westfassade
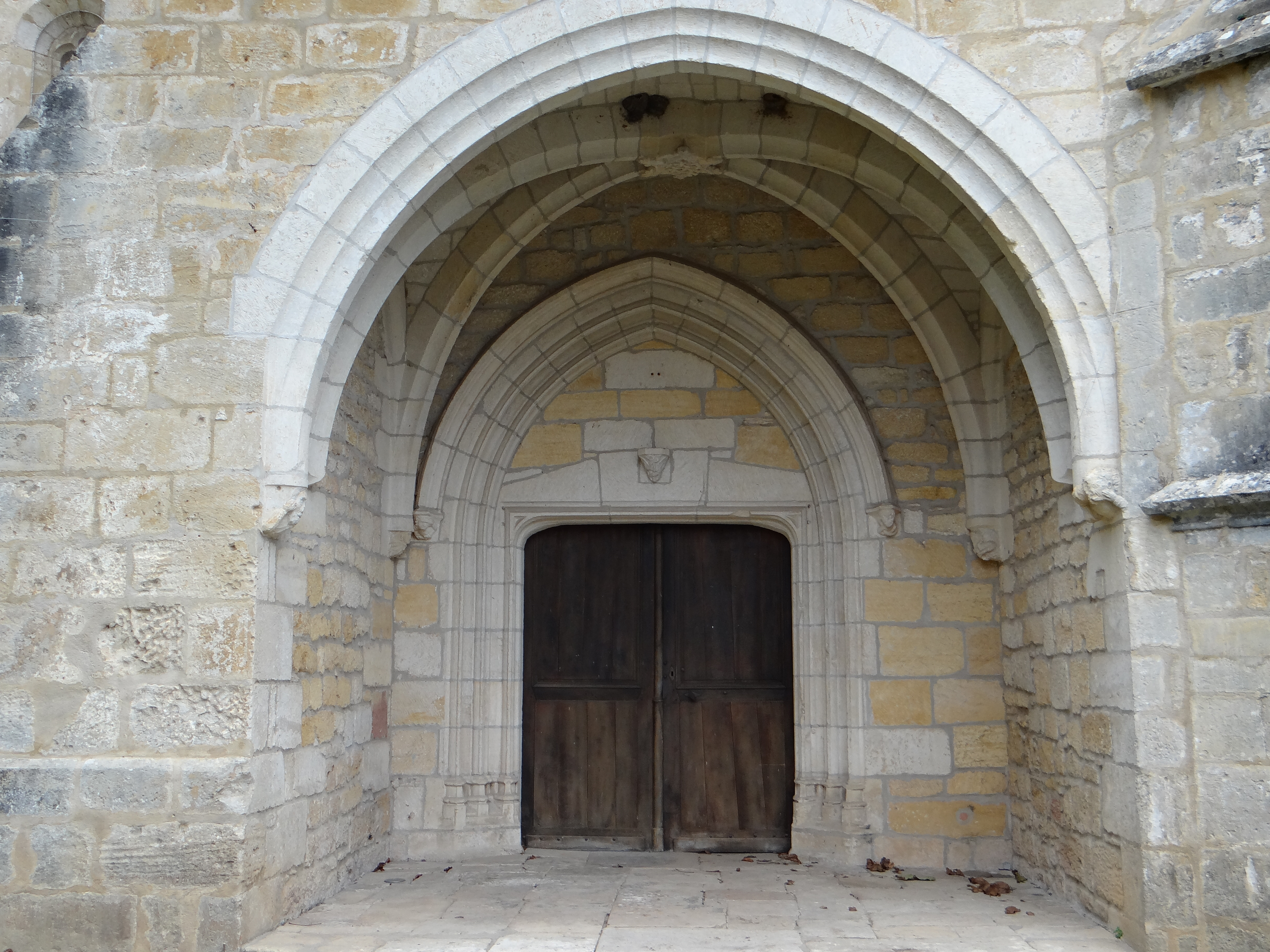
Heutiger Eingang
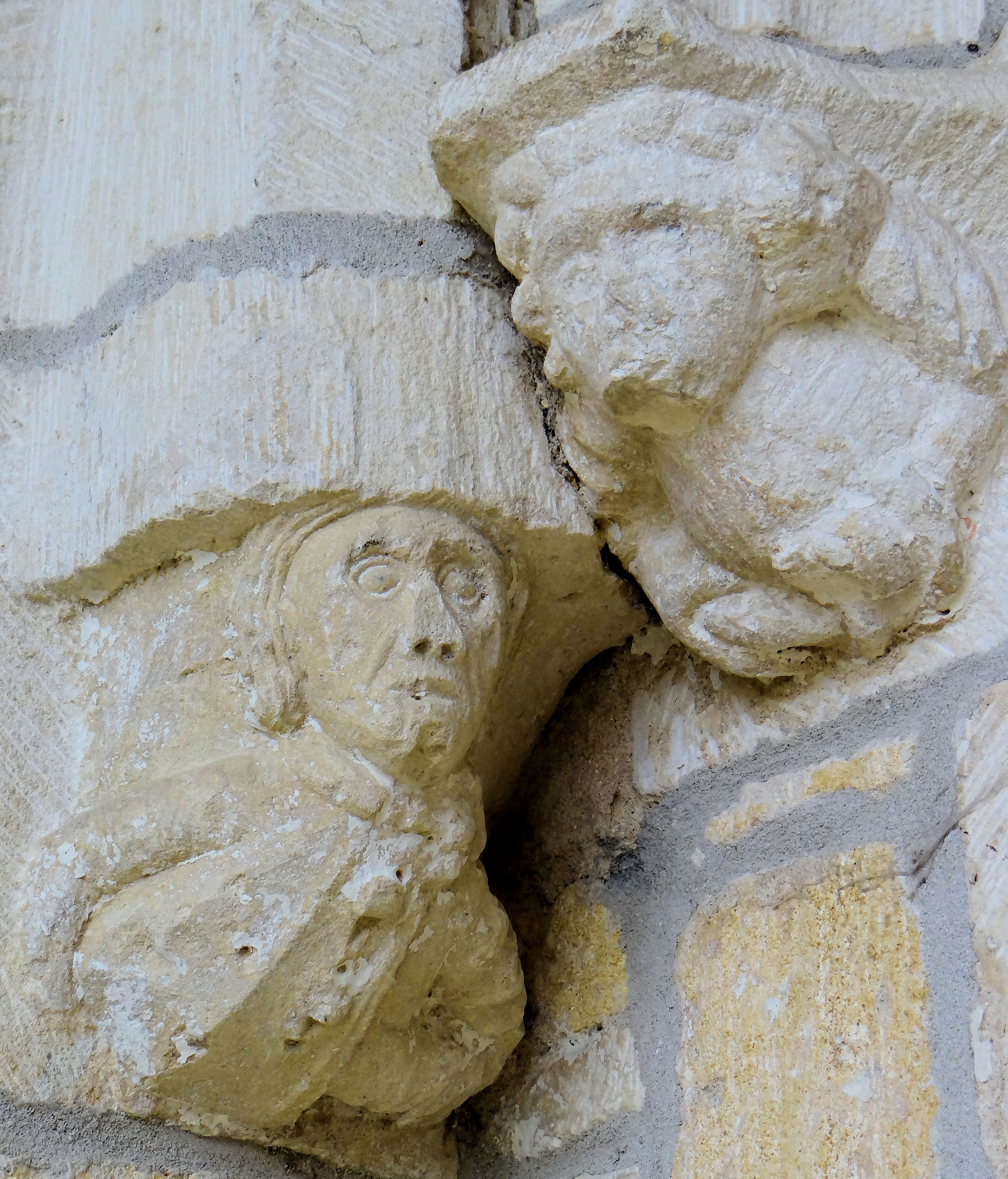
Konsolen am Eingang